# ميوزكلي
ميوزكلي هي خدمة وسائط اجتماعية تتخذُ من شنغهاي في الصين مقرًا لها ولدى الشركة مكتبٌ في سانتا مونيكا بكاليفورنيا، يسمحُ التطبيق لمستخدميهِ بتصوير مقاطع فيديو قصيرة لما يُعرف بمزامنة الشفاه ومشاركتها. صدرت النسخة الأوليّة من التطبيق في نيسان/أبريل 2014 وأُطلقت النسخة الرسمية في آب/أغسطس من ذلك العام. يُمكن للمستخدمين من خلالِ التطبيق إنشاء مقاطع فيديو موسيقية لمزامنة الشفاه مدتها 15 ثانية إلى دقيقة واحدة واختيار مسارات صوتية معيّنة كما يُمكن تسريع الفيديو أو تبطيئه وإضافة حركات وتأثيرات يوفّرها البرنامج. يسمح التطبيق لمستخدميه أيضًا بتصفح الموسيقيين المشهورين على متنه ونفس الأمر بالنسبة للأغاني الشائعة كما يُمكِّنهم من التفاعل بشكلٍ فريدٍ مع معجبيهم أو متابعيهم.
كان لدى ميوزكلي في حزيران/يونيو 2016 أكثر من 90 مليون مستخدم مسجل حيثُ سجَّلت الشركة ارتفاعًا بـ 10 ملايين مستخدم العام السابق، وبحلول نهاية أيّار/مايو 2017 وصل التطبيق إلى أكثر من 200 مليون مستخدم. استحوذت بايت دانس في التاسع من تشرين الثاني/نوفمبر 2017 على شركة ميوزكلي إنكوايرر (بالإنجليزية: Musical.ly Inc)‏، ثمّ دمجت التطبيق معَ تطبيق تيك توك في الثاني من آب/أغسطس 2018. غيّرت في الوقتِ نفسه شركة ميوزكلي إنكوايرر اسمها إلى تيك توك إنكوايرر (بالإنجليزية: TikTok Inc)‏ مقدمة تطبيق تيك توك لمجتمعٍ أكبر وبالتالي عدد مستخدمين أكثر.

## التاريخ

### التأسيس
تأسَّست شركة ميوزكلي إنكوايرر من قِبل الصديقينِ أليكس زو وليو يانغ في شنغهاي بالصين. تعاونَ الاثنان لإنشاء شبكةٍ اجتماعيةٍ تعليميةٍ يُمكن للمستخدمين من خلالها تعليم وتعلم مواضيع مختلفة من خلال مقاطع فيديو قصيرة (مدتها من 3 إلى 5 دقائق). بعد أن قام المستثمرون بتمويل هذا المشروع، استغرق الأمر من زو ويانغ حوالي 6 أشهر لبناء المنصّة التي وبمجرد ما أُعلن عن إطلاقها لم تحصل على ما يكفي من الجذب كما أنَّ المحتوى المُنتَج لم يكن جذابًا بدرجةٍ كافية. مع بعض الأموال المتبقيّة من الاستثمارِ الأصلي لهذا المشروع الفاشل بدأ زو ويانغ في البحثِ عن أفكار جديدة، إلى أن قررا تحويل تركيزهم إلى عالم صناعة الترفيه. كانت الفكرة الرئيسية هي إنشاء منصّةٍ تدمج الموسيقى والفيديو في آنٍ واحدٍ ويُمكن عرضُ ومشاركة هذه الفيديوهات المُنتَجة على ذات المنصّة أو التطبيق. تعلَّل فريق أليكس يو وليو يانغ بأنَّ الفيديو الموسيقي القصير غير شائع – في ذلك الوقت – كما أكّد الفريق أنه وعلى الرغم من استعداد الناس لمشاهدة مقاطع الفيديو القصيرة إلا أن العرض سيكون صغيرًا على اعتبارِ أنَّ هناك عددًا قليلًا جدًا من الأشخاص الذين هم على استعدادٍ لتصوير مثل هذه الفيديوهات ومشاركتها مع باقي المستخدمين. دخلت ميوزكلي عالم النت بفكرةٍ جديدةٍ هدفت من خلالها إلى تقديم مقاطع فيديو موسيقيّة قصيرة عبر تسهيل إنتاج هذا النوع من الفيديوهات وجعله نوعًا ممتعًا ومحبوبًا لكلّ المستخدمين.

### النمو
نُشر التطبيق بدايةً في كلٍ من الصين والولايات المتحدة الأمريكية، حيثُ لم يلقَ رواجًا كبيرًا في السوق المحلّي الصيني لكنه بدأ في اكتسابِ شعبيةٍ كبيرةٍ في السوق الأمريكي بعدما نال التطبيق إعجاب المراهقين في الولايات المتحدة. قرر حينها الفريق القائم على التطبيق التركيز بشكل أساسي على السوق الأمريكية، فجمعَ المُنتِج بسرعةٍ مجموعة من مستخدمي التطبيق وعلى الرغم من أن عددهم الإجمالي لم يكن كبيرًا جدًا إلا أن مستوى نشاطهم كان مرتفعًا للغاية.
بدأ التطبيق معَ مرور الوقت في جذب ملايين المستخدمين خاصّة بعدما سمحَ لمستخدميهِ بالمزامنة الشفوية لملايين الأغاني، فصعد عندئذٍ إلى المركز الأول في متجر تطبيقات آي أو إس، وأصبح التطبيق المجاني الأكثر تنزيلًا في أكثر من 30 دولة بما في ذلك الولايات المتحدة وكندا والمملكة المتحدة وألمانيا والبرازيل والفلبين واليابان. وصلَ تطبيق ميوزكلي في أيّار/مايو 2016 إلى 70 مليون عملية تنزيل، مع نشر أكثر من عشر مليون مقطع فيديو جديد كل يوم.
أطلقت كوكا كولا في حزيران/يونيو 2016 حملتها #شيرأكوك (بالإنجليزية: #ShareACoke)‏ على ميوزكلي والتي قدمت نموذجًا عُرف حينها باسمِ الإعلانات من إنشاء المستخدم. أطلقت ميوزكلي خلال مؤتمر فيدكون (بالإنجليزية: VidCon)‏ في الرابع والعشرين من تمّوز/يوليو 2016 خدمة لايف لي (بالإنجليزية: Live.ly)‏ وهي منصّة بث فيديو مباشر جديدة لعملاء ميوزكلي يُمكنهم من خلالها عمل بثوت مباشرة لمعجبيهم.

### الاندماج
ذكرت صحيفة وول ستريت جورنال في التاسع من تشرين الثاني/نوفمبر 2017 أنَّ شركة ميوزكلي إنكوايرر قد بيعت لشركة بايت دانس التي تُشغّل برنامج توتياو (بالإنجليزية: Toutiao)‏ بمبلغٍ يصلُ إلى مليار دولار أمريكي. قدَّرَ موقع ريكود (بالإنجليزية: Recode)‏ في وقتٍ لاحقٍ أن قيمة صفقة الاستحواذ بلغت حوالي 800 مليون دولار أمريكي. قامت شركة بايت دانس في الثاني من آب/أغسطس 2018 بدمجِ حسابات مستخدمي تطبيقَيْ ميوزكلي وتيك توك ثمّ دمجت التطبيقين في واحدٍ تحتَ اسمِ تيك توك.

## الميزات
يُمكن لمستخدمي ميوزكلي تسجيل مقاطع فيديو تنحصرُ مدتها ما بين 15 ثانية حتى دقيقة واحدة. قد تُصوّر هذه المقاطع في لقطة واحدة ممتدة ودون انقطاع أو في عدّة لقطات ويُمكن مزامنة الشفاه مع الأصوات أو الكوميديا المسجّلة من قبل أو المستخلصة من مقطع آخر. أتاحت المنصّة إمكانية التعديل على الفيديوهات المنتَجة من خِلال 14 مرشحًا وتأثيرًا محددًا مسبقًا، حيثُ تسمح هذه التأثيرات بتغيير سرعة الفيديو أو عكس حركة التسجيل وحركات أخرى من هذا النوع. كان لدى ميوزكلي أيضًا ميزةٌ لإنشاء مقاطع فيديو أقصر تُسمَّى «لحظات حية» والتي كانت في الأساس عبارةٌ عن ملفات جيف. يمكن لمستخدمين التطبيق إعادة استخدام الأصوات التي أنشأها مستخدمون آخرون وهو ما يُحقّق مستوى جديدًا من التفاعل مع المحتوى ومع الآخرين.
أضافَ التطبيق طرقًا أخرى يمكن للمستخدمين من خلالها التفاعل مع بعضهم البعض على غِرار ميزة طرح سؤال (بالإنجليزية: Ask a users)‏ أو ميزة الثنائي (بالإنجليزية: Duet)‏. كان لدى ميوزكلي خيارٌ آخرٌ سمّتهُ أفضل معجب (بالإنجليزية: Best Fan Forever)‏ والذي يُمكِّن المستخدمين من اختيار متابعين معينين يمكنهم المشاركة في ميزة الثنائي معهم، كما يمكن للمستخدمين أيضًا إرسال رسائل خاصة إلى أصدقائهم باستخدام ميزة دايركت لي. كان لدى ميوزكلي تطبيقٌ شقيقٌ يُسمَّى لايف لي وهو تطبيقٌ يُمكن للمستخدمين من خلاله عمل بثٍّ مباشرٍ لمتابعيهم في ميوزكلي، كما يُمكن للزوار من خلال هذا التطبيق شراء عملات معدنية وإرسالها كهدايا إلى مشاهير ميوزكلي. كان هناك أيضًا خيار تعاونٍ على لايف لي مما يعني أنه يمكن للمرء أن يعيش مع صديق ويستضيف معجبيه للتحدث معهم وما إلى ذلك.
سمحت برمجة ميوزكلي للتطبيق بترتيب عددٍ من المواضيع على أساس أنها مواضيع رائجة وهي مواضيع عادةً ما ترتبطُ بالثقافة الشعبية لمجموعة مستخدمين في بلدٍ ما أو بالمواضيع الأكثر رواجًا في عالم الإنترنت. نظرًا للشعبية الكبيرة التي حققها التطبيق فقد أصبحت بعضُ المواضيع التي بدأت منه أحداثًا رائجة على متنِ منصّات أخرى. واحدةٌ من أبرز الحملات التي أطلقتها ميوزكلي كانت تحدي عدم الحكم (بالإنجليزية: Don't Judge Challenge)‏ والتي انتشرت على المنصة ثمّ شاركَ في هذا التحدي ملايين المراهقين حول العالم.

## الاستقبال
قام موقع بيزنس إنسايدر في الثامن والعشرين من كانون الثاني/يناير 2016 بعمل استطلاعِ رأي أدرجَ فيه 10 من 60 مراهقًا قُوبلوا لغرض الاستطلاع بإدراج تطبيقِ ميوزكلي باعتباره التطبيق الذي أثار حماسهم أكثر.

## الحقوق
وقّعت ميوزكلي في حزيران/يونيو 2016 أول صفقة تجارية كبيرة مع وارنر ميوزك غروب، وهو ما سمحَ بترخيصِ موسيقى المجموعة للاستخدامِ على منصّة ميوزكلي كما مكّن مستخدمي التطبيق من التفاعل مع فناني وأغاني وارنر ميوزك غروب. إلى جانبِ الاستمرار في العمل مع شركة سيفن ديجيتال (بالإنجليزية: 7digital)‏ التي تتخذُ من المملكة المتحدة مقرًا لها، تعاونت ميوزكلي أيضًا مع أبل ميوزك في نيسان/أبريل 2017 مما سمح لمستخدمي ميوزكلي بالتسجيل في خدمات أبل للاستماع للأغاني بشكلٍ كاملٍ واقتطاع جزءٍ من تلك الأغاني مدته خمسة عشر ثانية للاستعمالِ في فيديوهات ميوزكلي.

## الأكثر شعبية
حصلَ مشاهير التطبيق الذين يتمتعون بمعدلات شعبية كبيرة على تيجانٍ (بالإنجليزية: Crowns)‏ وُضعت إلى جانب اسمهم كنوعٍ من التوثيق مثلما هو معمولٌ به في منصّات أخرى لكن بطرق مختلفة على غِرار العلامة الزرقاء في كلٍ من تيليجرام وفيسبوك وتويتر وما إلى ذلك. لقد اكتسبَ بعض مستخدمي التطبيق شعبية كبيرة ليس فقط داخل ميوزكلي ولكن أيضًا خارجها. تُعتبر بيبي أرييل التي تُعرف أيضًا باسمِ أرييل مارتن (بالإنجليزية: Ariel Martin)‏ من بين أبرز المشاهير على ميوزكلي – ولاحقًا تيك توك – حيثُ كان لها في أيّار/مايو 2017 ما مجموعه 19 مليون متابع، وقد حظيت بيبي أرييل باهتمامٍ إعلامي كبير بفضلِ منصّة ميوزكلي التي انطلقت منها، حتى أنه دُعيت لمقابلة على الهواء مباشرة في نيسان/أبريل 2016 على برنامج صباح الخير يا أمريكا. هناك أيضًا ماكنزي زيجلر ومادي زيجلر اللذانِ حقَّقا شهر كبيرة على التطبيق حينما أنهيا مسلسل أمهات راقصات (بالإنجليزية: Dance Moms)‏ الذي بُثَّ مباشرة ودون توقّف. هناك أيضًا يعقوب سارتوريوس الذي أصبح فيما بعد مؤثرًا على عددٍ من مواقع التواصل الاجتماعي بفضلِ ميوزكلي الذي روّج فيهِ لأغنيته سويت شيرت (بالإنجليزية: Sweatshirt)‏ حتى حلَّت في المركز العاشر على آي تونز. أُفيد في حزيران/يونيو 2016 أنَّ سارتوريوس قد وقَّع مع وكالة المواهب المتحدة (بالإنجليزية: United Talent Agency.)‏ حقّقت المغنية لورين غراي شعبية كبيرة هي الأخرى في ميوزكلي بل كانت في وقتٍ من الأوقات الشخص الأكثر متابعة على المنصّة التي اندمجت فيما بعدُ مع تيك توك وجديرٌ بالذكرِ هنا أنَّ لورين غراي هي أول شخصٍ يصلُ إلى 40 مليون متابع على المنصّة. أخيرًا وليس آخرًا ليزا ولينا اللتانِ بدأتا في ميوزكلي ووصلتا إلى 32.7 مليون متابع بنهاية آذار/مارس 2019 لكنهما حذفتا في وقتٍ لاحقٍ حسابهما بسببِ ما وصفتاه «المشاعر الكئيبة» داخل التطبيق، لكنها عادا في السابع من أيّار/مايو 2020 بحسابٍ جديدٍ على تطبيق تيك توك – المندمجِ سلفًا مع ميوزكلي – وجمعا بحلول تموز/يوليو من نفس العام ما مجموعه 8.9 مليون متابع.
تحتوي هذه القائمة على أكثر خمس حسابات متابعةً على تطبيق ميوزكلي (اعتبارًا من 26 شباط/فبراير 2018)
| الترتيب | إسم المستخدم    | المالك        | عدد المتابعين (بالمليون) | البلد            |
| ------- | --------------- | ------------- | ------------------------ | ---------------- |
| 1       | @musical.ly     | ميوزكلي       | 29,3                     | الصين            |
| 2       | @lisaandlena    | ليسا ولينا    | 26,7                     | المانيا          |
| 3       | @babyariel      | بيلي اريل     | 24,3                     | الولايات المتحدة |
| 4       | @lorengray      | لورين غري     | 32,1                     | الولايات المتحدة |
| 5       | @kristenhancher | كريستن هانتشر | 19,7                     | كندا             |

## وصلات خارجية
- ميوزكلي على موقع Google Play (الإنجليزية)
- الموقع الرسمي